# مسجد الفضيل الورتيلاني (الجزائر العاصمة)
مسجد الفضيل الورتيلاني هو مسجد قائم في بلدية الجزائر الوسطى بولاية الجزائر. ويؤدي هذا المسجد الجامع دوره تحت إشراف مديرية الشؤون الدينية والأوقاف لولاية الجزائر ووصاية وزارة الشؤون الدينية والأوقاف.

## نبذة تاريخية
الأرضية التي بُنِيَ عليها مسجد الفضيل الورتيلاني كانت تابعة لأوقاف مدينة الجزائر خارج أسوار القصبة.
تم الشروع في بناء مسجد الفضيل الورتيلاني في سنة 1894م أثناء الاحتلال الفرنسي للجزائر.
وبعد إنهاء الأشغال بها، كانت هذه البناية تحتضن كنيسة كاثوليكية اسمها كنيسة القديسة مارسيان.
وغداة استقلال الجزائر، تم تحويل البناية لتصير مسجدا يحمل اسم العلامة الفضيل الورتيلاني.

## قاعات الصلاة
يحتوي مسجد الفضيل الورتيلاني على ثلاث قاعات للصلاة.
القاعة الرئيسية لها بابان يطلان على نهج كريم بلقاسم، وهي مخصصة للرجال، ومساحتها 1200 م².
القاعة العليا تقع في السدة ولها مدخل يطل كذلك على نهج كريم بلقاسم، وهي مخصصة للنساء، ومساحتها 300م².
أما القاعة السفلية التي لها مدخل مطل على نهج محمد الخامس بن يوسف والآخر داخلي، فهي مخصصة للرجال أثناء صلوات الجمعة والتراويح وعِيدَيْ الفطر والأضحى، ومساحتها 1000م².

## قاعة الوضوء
يحتوي مسجد الفضيل الورتيلاني على قاعة وضوء بجوار القاعة السفلية للصلاة.
ويمكن الولوج إلى قاعة الوضوء إما من المدخل الخارجي المطل على نهج محمد الخامس بن يوسف، وإما عبر سلالم داخلية تنزل من القاعة الرئيسية للصلاة.
وقد تم بناء هذه القاعة أثناء تحويل البناية إلى مسجد بعد الاستقلال الجزائري في سنة 1962م.

## المنبر
يحتوي مسجد الفضيل الورتيلاني على منبر خشبي يصعد عليه الإمام الخطيب عند إلقائه الخطبتين في صلاة الجمعة وفق المذهب السني المالكي السائد في الجزائر.
يعتبر المنبر الخشبي، الذي يمكن تغيير مكانه، هو المعيار في المساجد العاصمية رغم استحداث نموذج المنابر الحائطية على شكل شرفات.
هذا المنبر هو مصطبة تستعمل من طرف الإمام الخطيب لإلقاء خطبة الجمعة قبل ركعتي صلاة الجمعة في المساجد العاصمية.
وتتم قراءة القرآن في ركعتي صلاة الجمعة برواية ورش عن نافع التي هي القراءة السائدة في الجزائر منذ 12 قرنا.

## الموقع
يقع مسجد الفضيل الورتيلاني غير بعيد عن ميناء الجزائر والطريق الوطني رقم 11 في بلدية الجزائر الوسطى.
وهذا الموقع الرائع في الشريط الساحلي والواجهة البحرية، في إطار مشروع تهيئة خليج الجزائر، يجعل منه موقعا استراتيجيا.
يقع هذا المسجد في وسط مدينة الجزائر العاصمة، ويطل على خليج الجزائر والبحر الأبيض المتوسط.

## المئذنة
يحتوي مسجد الفضيل الورتيلاني على مئذنة قصيرة عن يمين المحراب.
وهذه المنارة لها مقطع ذو ثمانية ضلوع، وهي ترتفع إلى علو 8 أمتار.
ويمكن الوصول إلى أعلاها عبر سلالم داخلية لولبية لها بابان في القاعتين الرئيسية والسفلية المخصصتين للرجال.

## الأعمدة
تحتوي قاعة الصلاة الرئيسية في مسجد الفضيل الورتيلاني على 8 أعمدة.
كما تحتوي قاعة الصلاة السفلية على نفس عدد الأعمدة.
وتتميز هذه الأعمدة بكونها أسطوانية وارتفاعها 14 مترا حتى السقف.

## القبتان
يحتوي سقف مسجد الفضيل الورتيلاني على قبتين قطر كل واحدة منهما 4 أمتار، وعلوها 3 أمتار.
وهما قبتان نصف كرويتين تقعان في غرب سقف قاعة الصلاة الرئيسية عن يمين وشِمال المدخل.

## المدرسة القرآنية
يحتوي مسجد الفضيل الورتيلاني على مدرسة قرآنية بجواره.
ويتم تدريس العلوم الشرعية من قرآن ولغة عربية وفقه في برنامج هذه المدرسة.
ويستفيد الأطفال والشباب من الدروس التعليمية والتربوية المقدمة ضمن الدوام المبرمج.
كما أن النساء لهن نشاطات تعليمية متعلقة بمحو الأمية وحفظ القرآن.

## الساحتان العموميتان
تجاور مسجد الفضيل الورتيلاني ساحتان عموميتان لجلوس المصلين والمواطنين.
الساحة الأمامية تقع قبالة المسجد ويفصل بينهما نهج كريم بلقاسم، وتزينها شجرتا أوكالبتوس ومقاعد للجلوس.
الساحة الخلفية تقع شرق المسجد خلف المحراب، وتنتشر فيها نباتات زينة ومقاعد جلوس، كما أنها تطل على خليج الجزائر.